# Fun Lovin’ Criminals
Die Fun Lovin’ Criminals (oder kurz: FLC) sind eine in Großbritannien beheimatete Alternative-Rock-Band aus New York City. Ihre Musik ist eine Mischung von zahlreichen Musikstilen wie Hip-Hop, Rock, Blues und Jazz. Ihre Lieder handeln oft vom Alltagsleben in Megastädten wie New York, das von Gewalt, Verbrechen, Drogen und Armut gekennzeichnet ist. Gelegentlich greifen sie in ihren Liedern auch existenzielle Fragen auf.

## Bandgeschichte
Die Band wurde 1993 von Hugh Morgan, Brian Leiser und dem damaligen Schlagzeuger Steve Borovini gegründet. Weltweit bekannt wurde die Band 1996 durch ihren Hit Scooby Snacks, der Tonausschnitte aus dem Film Pulp Fiction von Regisseur Quentin Tarantino enthält. Tarantino verlangte 37 % der Tantiemen des Liedes und eine Nennung als Co-Autor, was er auch erhielt. Come Find Yourself, das erste Album der Band, wurde 1996 veröffentlicht und enthielt die Hit-Single Scooby Snacks. Das 1998 veröffentlichte zweite Album 100% Colombian enthielt etwas weniger rockige Elemente. Singles waren Love Unlimited, ein Tribut an Barry White, und Big Night Out. Das 1999er Album Mimosa enthielt fast nur Coverversionen und andere Versionen von bereits früher veröffentlichten Tracks. Mit ihren Veröffentlichungen erlangten die Fun Lovin’ Criminals in ihrer Heimatstadt und weit darüber hinaus Kultstatus. Auch in Europa, vor allem auf den britischen Inseln, gewannen sie eine große Anhängerschaft nach der Veröffentlichung ihrer ersten beiden Alben.
1999 verließ Borovini die Band, nachdem er mit den Worten von Morgan „ein klein wenig verrückt geworden war und daraufhin nach Peru auswanderte“. Später hatte Borovini wieder Erfolg mit Needledrop und CC JONES. Er wurde ersetzt von Maxwell Jayson, der wiederum 2003 von Frank Benbini aus dem englischen Leicester abgelöst wurde, der bis dahin für die Band als Jaysons Techniker tätig gewesen war. Erst das 2001er Album Loco mit der gleichnamigen Hit-Single enthielt wieder neues Songmaterial mit einem entspannteren Sound sowie auch starken Trip-Hop-Einflüssen. Ihr nächstes Album Welcome to Poppy’s wurde 2003 herausgebracht und wies mehr Upbeat- und Rock-Einflüsse auf. Das Album Livin’ In The City wurde 2005 veröffentlicht und enthielt die Single Mi Corazon.
In den nachfolgenden Jahren waren die drei Musiker in eine erbitterte Auseinandersetzung mit ihrem ersten Manager verwickelt, den sie 2003 entlassen hatten. Sie verließen alle New York und siedelten nach England um. In ihrem Londoner Studio produzierte die Band zusammen mit Grammygewinner Tim Latham ein neues Album. Daneben moderierte Huey Morgan Slips auf MTV und The Huey Show auf BBC6 Radio. Im März 2010 erschien das neue Album mit dem Titel Classic Fantastic. 2011 brachte die Band mit Fun, Live and Criminal ihr erstes Live-Album heraus.
Hugh Morgan moderierte außerdem gelegentlich die britische Show The Buzzcocks, erlangte jedoch bei einer Sendung 2013 zweifelhafte Bekanntheit, als er aus Frust darüber, dass das Duo Rizzle Kicks angeblich seine Lyrics „geklaut“ hatte, eine Tasse zerschlug.
Am 18. Januar 2019 veröffentlichte die Band Another Mimosa, dessen Titel auf die 1999 veröffentlichte Kompilation Mimosa Bezug nimmt. Das Album besteht aus neun Coversongs, darunter Kompositionen von The Notorious B.I.G., Neil Diamond, Bobby Womack und Tom Petty, einem Lounge-Remake des Songs Southside aus dem Album 100% Colombian, einem Samba-Remix von Love Unlimited und dem neuen Song Sunset.
2020 sollte ein neues Album erscheinen, die Aufnahmen wurden jedoch aufgrund der COVID-19-Pandemie verschoben.
Im November 2021 wurde bekannt, dass Frontmann Huey die Band wegen verschiedener Differenzen verlassen hat und lieber als DJ und Radiomoderator tätig sein will. Dies geschah, nachdem die Band ihre für Oktober 2021 geplante UK Tour abgesagt hatte. Der Brite Naim Cortazzi übernahm Morgans Platz als Gitarrist, während Leiser die Gesangsparts übernahm.
Für 2025 ist ein neues Album geplant.

## Diskografie

### Alben
| Jahr | Titel              | Höchstplatzierung, Gesamtwochen, AuszeichnungChartplatzierungen (Jahr, Titel, Platzierungen, Wochen, Auszeichnungen, Anmerkungen) | Höchstplatzierung, Gesamtwochen, AuszeichnungChartplatzierungen (Jahr, Titel, Platzierungen, Wochen, Auszeichnungen, Anmerkungen) | Höchstplatzierung, Gesamtwochen, AuszeichnungChartplatzierungen (Jahr, Titel, Platzierungen, Wochen, Auszeichnungen, Anmerkungen) | Höchstplatzierung, Gesamtwochen, AuszeichnungChartplatzierungen (Jahr, Titel, Platzierungen, Wochen, Auszeichnungen, Anmerkungen) | Höchstplatzierung, Gesamtwochen, AuszeichnungChartplatzierungen (Jahr, Titel, Platzierungen, Wochen, Auszeichnungen, Anmerkungen) | Anmerkungen                             |
| Jahr | Titel              | DE | AT | CH | UK | US | Anmerkungen                             |
| ---- | ------------------ | --- | --- | --- | --- | --- | --------------------------------------- |
| 1996 | Come Find Yourself | DE66 (9 Wo.)DE | — | — | UK7 Platin · (97 Wo.)UK | US144 (12 Wo.)US | Erstveröffentlichung: 20. Februar 1996  |
| 1998 | 100% Colombian     | DE41 (5 Wo.)DE | AT27 (4 Wo.)AT | CH40 (3 Wo.)CH | UK3 Platin · (39 Wo.)UK | — | Erstveröffentlichung: 17. November 1998 |
| 2001 | Loco               | DE45 (3 Wo.)DE | AT65 (1 Wo.)AT | CH86 (2 Wo.)CH | UK5 Gold · (6 Wo.)UK | — | Erstveröffentlichung: Februar 2001      |
| 2003 | Welcome to Poppy’s | — | — | — | UK20 (3 Wo.)UK | — | Erstveröffentlichung: 9. September 2003 |
| 2005 | Livin’ in the City | — | — | — | UK57 (1 Wo.)UK | — | Erstveröffentlichung: 16. August 2005   |
| 2010 | Classic Fantastic  | — | — | — | — | — | Erstveröffentlichung: 1. März 2010      |

### Livealben
- 2011: Fun, Live and Criminal

### Kompilationen
| Jahr | Titel                         | Höchstplatzierung, Gesamtwochen, AuszeichnungChartplatzierungen (Jahr, Titel, Platzierungen, Wochen, Auszeichnungen, Anmerkungen) | Höchstplatzierung, Gesamtwochen, AuszeichnungChartplatzierungen (Jahr, Titel, Platzierungen, Wochen, Auszeichnungen, Anmerkungen) | Höchstplatzierung, Gesamtwochen, AuszeichnungChartplatzierungen (Jahr, Titel, Platzierungen, Wochen, Auszeichnungen, Anmerkungen) | Höchstplatzierung, Gesamtwochen, AuszeichnungChartplatzierungen (Jahr, Titel, Platzierungen, Wochen, Auszeichnungen, Anmerkungen) | Höchstplatzierung, Gesamtwochen, AuszeichnungChartplatzierungen (Jahr, Titel, Platzierungen, Wochen, Auszeichnungen, Anmerkungen) | Anmerkungen                            |
| Jahr | Titel                         | DE | AT | CH | UK | US | Anmerkungen                            |
| ---- | ----------------------------- | --- | --- | --- | --- | --- | -------------------------------------- |
| 1999 | Mimosa                        | — | — | — | UK37 Gold · (11 Wo.)UK | — | Erstveröffentlichung: 7. Dezember 1999 |
| 2002 | Bag of Hits                   | — | — | — | UK11 Gold · (6 Wo.)UK | — | Erstveröffentlichung: 9. Juli 2002     |
| 2003 | Scooby Snacks: The Collection | — | — | — | — | — | Erstveröffentlichung: 7. Juli 2003     |
| 2004 | As, Bs and Rarities           | — | — | — | — | — |                                        |
| 2005 | The Ultra Selection           | — | — | — | — | — |                                        |
| 2012 | Essential                     | — | — | — | — | — | Erstveröffentlichung: 16. März 2012    |
| 2019 | Another Mimosa                | — | — | — | UK77 (1 Wo.)UK | — | Erstveröffentlichung: 18. Januar 2019  |

### EPs
- 1995: Fun Lovin’ Criminals (Original Soundtrack for Hi-Fi Living)

### Singles
| Jahr | Titel Album                                   | Höchstplatzierung, Gesamtwochen, AuszeichnungChartplatzierungen (Jahr, Titel, Album, Platzierungen, Wochen, Auszeichnungen, Anmerkungen) | Höchstplatzierung, Gesamtwochen, AuszeichnungChartplatzierungen (Jahr, Titel, Album, Platzierungen, Wochen, Auszeichnungen, Anmerkungen) | Höchstplatzierung, Gesamtwochen, AuszeichnungChartplatzierungen (Jahr, Titel, Album, Platzierungen, Wochen, Auszeichnungen, Anmerkungen) | Höchstplatzierung, Gesamtwochen, AuszeichnungChartplatzierungen (Jahr, Titel, Album, Platzierungen, Wochen, Auszeichnungen, Anmerkungen) | Höchstplatzierung, Gesamtwochen, AuszeichnungChartplatzierungen (Jahr, Titel, Album, Platzierungen, Wochen, Auszeichnungen, Anmerkungen) | Anmerkungen |
| Jahr | Titel Album                                   | DE | AT | CH | UK | US | Anmerkungen |
| ---- | --------------------------------------------- | --- | --- | --- | --- | --- | ----------- |
| 1996 | The Grave and the Constant Come Find Yourself | — | — | — | UK72 (2 Wo.)UK | — |             |
| 1996 | Scooby Snacks Come Find Yourself              | — | — | — | UK22 Silber · (3 Wo.)UK | — |             |
| 1996 | The Fun Lovin’ Criminal Come Find Yourself    | — | — | — | UK26 (3 Wo.)UK | — |             |
| 1997 | King of New York Come Find Yourself           | — | — | — | UK28 (3 Wo.)UK | — |             |
| 1997 | I’m Not in Love Mimosa / Come Find Yourself   | — | — | — | UK12 (5 Wo.)UK | — |             |
| 1998 | Love Unlimited 100% Colombian                 | — | — | — | UK18 (6 Wo.)UK | — |             |
| 1998 | Big Night Out 100% Colombian                  | — | — | — | UK29 (2 Wo.)UK | — |             |
| 1999 | Korean Bodega 100% Colombian                  | — | — | — | UK15 (4 Wo.)UK | — |             |
| 2001 | Loco                                          | — | — | — | UK5 (6 Wo.)UK | — |             |
| 2001 | Bump Loco                                     | — | — | — | UK50 (2 Wo.)UK | — |             |
| 2003 | Too Hot Welcome to Poppy’s                    | — | — | — | UK61 (1 Wo.)UK | — |             |

Weitere Singles
- 1995: We Have All the Time in the World
- 1999: Couldn’t Get It Right
- 2003: Beautiful
- 2003: Lost It All
- 2005: Mi Corazon
- 2010: Classic Fantastic
- 2010: Mister Sun
- 2010: We the Three/Keep on Yellin
- 2018: Daylight (feat. Rowetta)

## Auszeichnungen für Musikverkäufe
| Goldene Schallplatte - Niederlande - 1998: für das Album Come Find Yourself |

Anmerkung: Auszeichnungen in Ländern aus den Charttabellen bzw. Chartboxen sind in ebendiesen zu finden.
| Land/RegionAuszeichnungen für Musikverkäufe (Land/Region, Auszeichnungen, Verkäufe, Quellen) | Silber  | Gold     | Platin     | Verkäufe  | Quellen   |
| -------------------------------------------------------------------------------------------- | ------- | -------- | ---------- | --------- | --------- |
| Niederlande (NVPI)                                                                           | —       | Gold1    | —          | 50.000    | nvpi.nl   |
| Vereinigtes Königreich (BPI)                                                                 | Silber1 | 3× Gold3 | 2× Platin2 | 1.000.000 | bpi.co.uk |
| Insgesamt                                                                                    | Silber1 | 4× Gold4 | 2× Platin2 |           |           |